# شرح حکمت متعالیه: اسفار اربعه
شرح حکمت متعالیه: اسفار اربعه کتابی از عبدالله جوادی آملی است که در سال ۱۳۶۸ منتشر و در مراسم کتاب سال جمهوری اسلامی ایران به‌عنوان کتاب برگزیده معرفی شد.